# کریستین کاپونه
کریستین کاپونه (ایتالیایی: Christian Capone؛ زادهٔ ۲۸ آوریل ۱۹۹۹) بازیکن فوتبال اهل ایتالیا است که در پست وینگر برای باشگاه فوتبال دلفینو پسکارا بازی می‌کند.

## باشگاهی
از باشگاه‌هایی که در آن بازی کرده‌است می‌توان به باشگاه فوتبال آتالانتا اشاره کرد.

## تیم ملی
وی همچنین در تیم‌های ملی فوتبال زیر ۱۵ سال ایتالیا، زیر ۱۶ سال ایتالیا، زیر ۱۷ سال ایتالیا، زیر ۱۸ سال ایتالیا، زیر ۱۹ سال ایتالیا و زیر ۲۱ سال ایتالیا بازی کرده‌است.